# Hahnia helveola
Hahnia helveola là một loài nhện trong họ Hahniidae.
Loài này thuộc chi Hahnia. Hahnia helveola được miêu tả năm 1875 bởi Eugène Simon.

## Hình ảnh

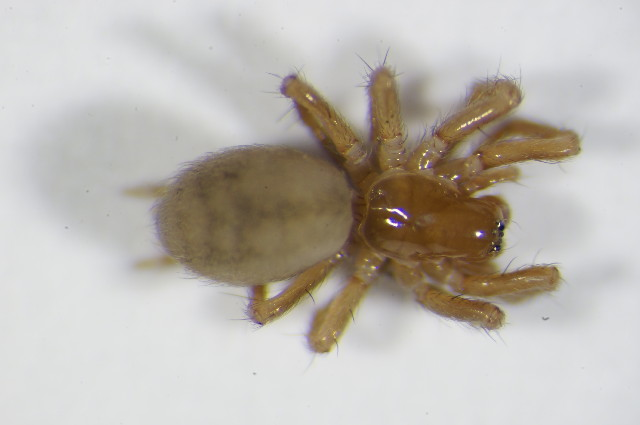